# Öregrund
Öregrund è una città della Svezia, frazione del comune di Östhammar, nella contea di Uppsala. Ha una popolazione di 1.555 abitanti.